# Mikura-jima
Mikurajima (御蔵島, Mikura-jima) est une île volcanique japonaise de l'archipel d'Izu.

## Administration
Administrativement, elle dépend du village de Mikurajima de la préfecture de Tokyo.

## Géographie
L'île a une surface de 20,58 km2 et une altitude de 851 m. Sa population est de 300 habitants.

## Historique
Le volcan est entré en éruption dans les années 1980. L'explosion était de type explosif.

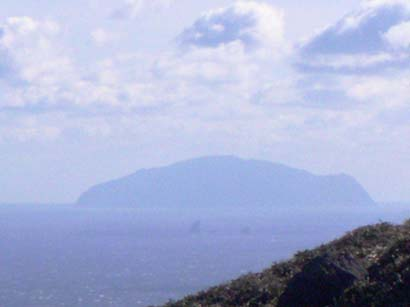
Mikurajima vue depuis Kōzushima.
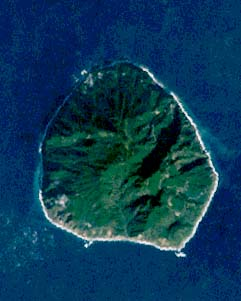
Image satellite de Mikurajima.